# DGB-Bezirk Hessen – Thüringen
Der DGB-Bezirk Hessen – Thüringen versteht sich als „landespolitische Lobby der Gewerkschaften“ und umfasst die Bundesländer Hessen und Thüringen.
Die 5. Bezirkskonferenz am 9. Dezember 2017 wählte Michael Rudolph zum neuen Bezirksvorsitzenden. Als stellvertretender Vorsitzender wurde Sandro Witt (wieder)gewählt.

## Bedeutung
Die Bezirke sind die Gliederungsebene des DGB direkt unterhalb der Bundesebene (s. den Abschnitt Bezirke und Regionen im Artikel zum DGB) und umfassen ein oder mehrere Bundesländer.
Der DGB-Bezirk dient hauptsächlich der Koordination der sich auf dem Gebiet befindenden Mitgliedsgewerkschaften bzw. der politischen Außenvertretung und Lobbyarbeit. Er vertritt die gesellschaftlichen, wirtschaftlichen, sozialen und kulturellen Interessen der Arbeitnehmer.

## DGB-Regionen im Bezirk
Der DGB-Bezirk gliedert sich in die Regionen
- in Hessen:
  - Frankfurt-Rhein-Main,
  - Mittelhessen,
  - Nordhessen,
  - Südhessen,
  - Südosthessen;
- in Thüringen:
  - Thüringen.[3]

## Einzelgewerkschaften im Bezirk
Aufgrund des unterschiedlichen regionalen Zuschnitts der Einzelgewerkschaften gehören zum DGB-Bezirk die folgenden Landes-/etc. Verbände (bzw. Teile davon):
- Eisenbahn- und Verkehrsgewerkschaft (Servicebüros: Süd-West, Erfurt)
- Gewerkschaft der Polizei (Landesbezirke: Hessen, Thüringen)
- Gewerkschaft Erziehung und Wissenschaft (Landesverbände: Hessen, Thüringen)
- Gewerkschaft Nahrung-Genuss-Gaststätten (Landesbezirke: Südwest, Ost)
- IG Bauen-Agrar-Umwelt (Region: Hessen, Bezirk Erfurt)
- IG Bergbau, Chemie, Energie (Landesbezirk: Hessen-Thüringen)
- IG Metall (Bezirk: Mitte)
- Vereinte Dienstleistungsgewerkschaft (Landesbezirke: Hessen; Sachsen, Sachsen-Anhalt, Thüringen)[4]